# Justus Zinzerling
Justus Zinzerling, appelé en latin Jodocus Sincerus, né vers 1590 en Thuringe et mort après 1619, est un juriste allemand, auteur d'un récit écrit en latin de ses voyages à travers la France, l'Angleterre, les Pays-Bas espagnols, les Provinces-Unies et la Suisse.

## Biographie

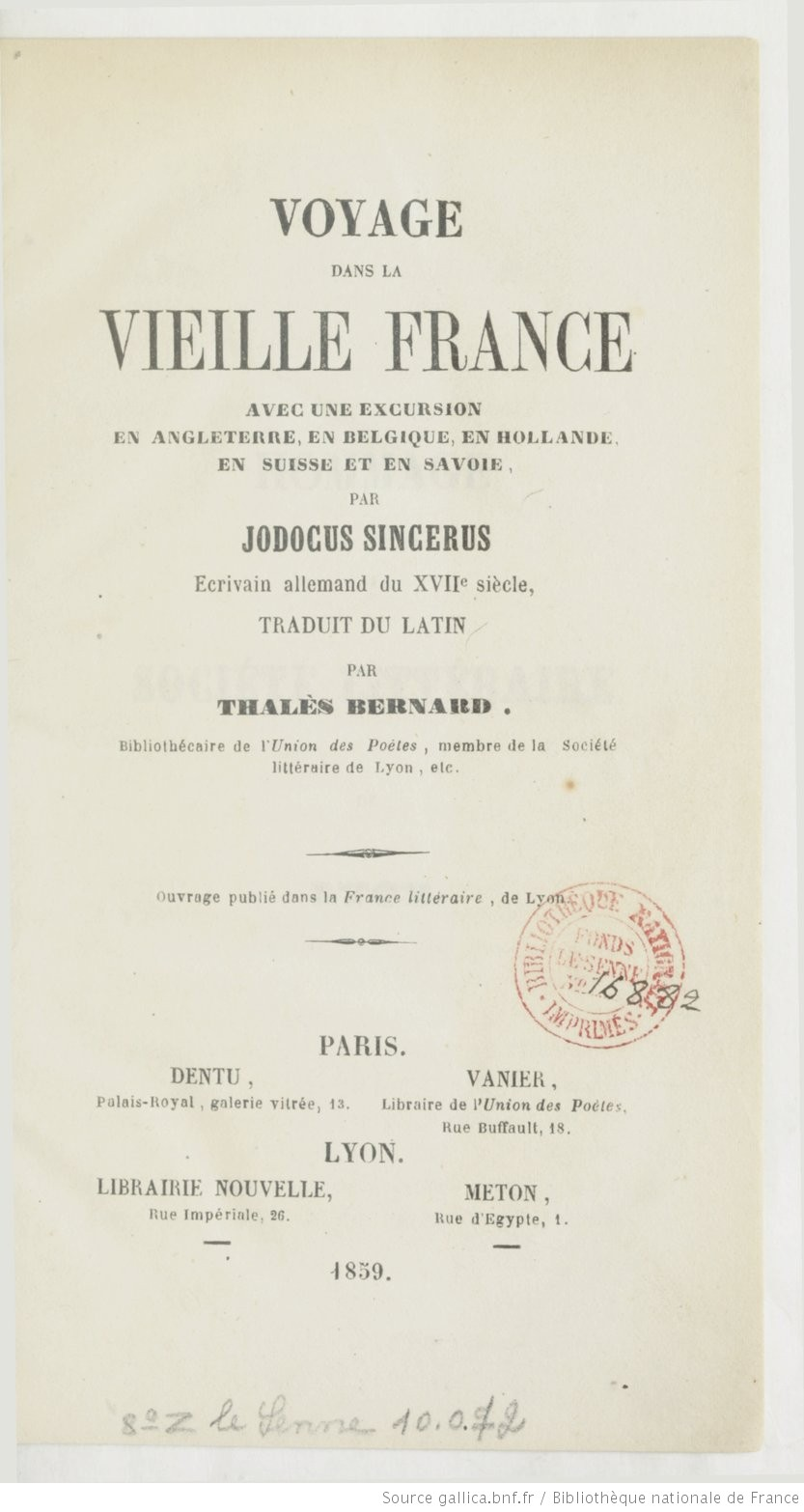
L'édition de 1859

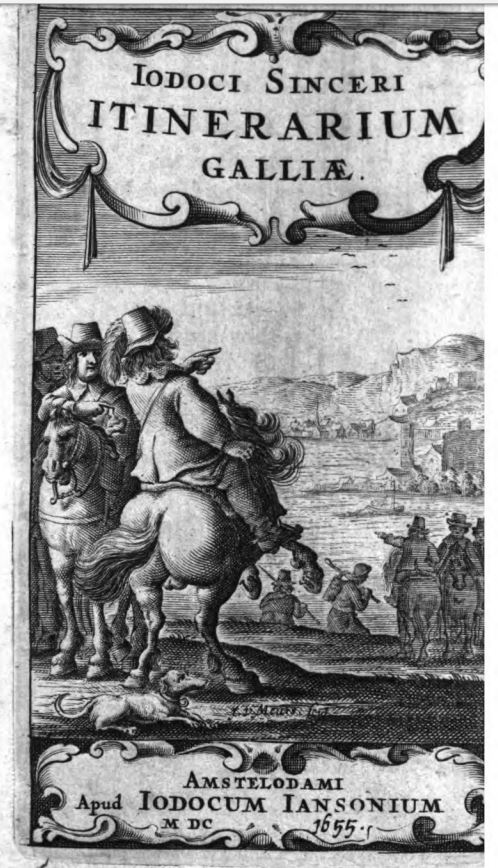
édition 1649

Après une formation de juriste[réf. nécessaire], il effectue un voyage de plusieurs années à travers la France, l'Angleterre, les Pays-Bas espagnols (actuelle Belgique) et les Provinces-Unies (actuels Pays-Bas). Vers 1609, il est à Bâle où il obtient l'équivalent d'un doctorat en droit. 
Il se rend alors à Lyon, où il trouve un emploi de correcteur dans une imprimerie. C'est une ville qu'il apprécie particulièrement : « On m'accusera d'exagération ; mais je ne crains pas d'affirmer qu'on ne trouverait peut-être pas en Europe une seconde ville placée aussi avantageusement. En effet le Rhône lui fournit d'actives communications avec l'Italie, l'Espagne, l'Afrique, le Levant et l'Occident. A douze lieues d'elle seulement commence le point où la Loire est navigable : c'est par ce dernier fleuve qu'on transporte les marchandises dans la plus grande partie de la France, dans le nord de l'Espagne, en Angleterre, en Belgique, en Danemark, dans la basse Allemagne. ».
Vers 1617, il quitte Lyon et se rend dans le nord du Saint-Empire, où il devient conseiller des domaines des ducs de Mecklembourg et des comtes d'Oldenbourg. 
Le dernier signe de vie le concernant est un écrit de 1619 : Memoria Agnetae Schmedes, Joachimi Kronii jugalis. 
L'année et le lieu de sa mort sont inconnus.

## Œuvres

### Itinerarium Galliae
Le livre le plus célèbre de Zinzerling est son Itinerarium Galliae cum appendice de Burdigala, écrit en latin et publié en 1616 à Lyon, puis réédité à de nombreuses reprises dans différentes villes d'Europe. 
En France, il est surtout connu depuis 1639, date à laquelle Claude de Varennes l'adapte en français sous le titre Le Voyage de France, dressé pour l'instruction & commodité tant des François que des estrangers (Paris, Olivier de Varennes, 1639). Cette version française a elle aussi un grand succès : on dénombre au moins sept rééditions jusqu'en 1667. 
Une traduction est publiée en 1859 par Bernard Thalès, sous le titre Voyage dans la vieille France avec une excursion en Angleterre, en Belgique, en Hollande, en Suisse et en Savoie (Paris, 1859), mais elle est plutôt bâclée, avec beaucoup de détails omis.
Il s'agit d'un récit de voyage : Zinzerling décrit ce qu'il voit et donne de nombreux renseignements pour aider ceux qui voyageraient dans les mêmes lieux.
Marie-Madeleine Martinet souligne l'influence de ce livre : « La comparaison des Itineraria de Hentzner et Zinzerling permet donc d'identifier en eux deux maillons d'une chaîne qui conduit de la cosmographie au guide touristique moderne ».
Villes décrites (référence traduction 1859) 
- Blois (page 101)
- Tours (page 109)
- Saumur (page 116)
- La Flèche (page 118)
- Angers (page 123)
- Nantes (page 131)
- La Rochelle (page 133), Brouage (page 136), Royan (page 137)
- Bordeaux (page 139), Bourg, Blaye (page 141)

### Autres
- Syntagma criticum variorum auctorum in quo jurisconsulti, philosophi, historici, oratores et poetae emendantur et illustrantur. Accesserunt varii indices ex bibliotheca Joh. Hermanni Schminckii, 626 p.[7]
- Criticorum juvenilium promulsis qua in compluria Ciceronis, Taciti, Ovidii, Senecae utriusque, Papinii, Val. Flacci, Claudiani, aliorum loca notantur, emendantur, illustrantur. Subjunctae sunt in calce libelli ejusdem Diatribae duae : I, Nobile quoddam problema prosodiacum excutiens. II, Tria insignia metaphorae reciprocae exempla exhibens, Lyon, 1610, 208 p. et index On trouve parmi les pièces limin. plusieurs poèmes en l'honneur de Justus Zinzerling, respectivement signés de Konrad Rittershausen, Michael Piccart, Melchior von Haiminsfeld "dit" Goldast, Caspar Facius.
- Epistola consolatoria scripta ad praestantissimum virum Joannem Gredelium,... cum lugeret obitum discipuli sui... Wolfgangi Nimrodi Kollenbeck,... Pictavii, aetatis anno XVII., salutis omnium 1611., 24. die novembris, suivi de : Elegia scripta in obitum nobiliss. ad. Wolf. Nimr. Kollembeck et de : Alia inscriptio in tumulum signé "Johannes Gredelius", Poitiers, J. de Marnef , 1612.

## Liens
- Traduction : Justus Zinzerling, Voyage dans la vieille France : avec une excursion en Angleterre, en Belgique, en Hollande, en Suisse et en Savoie, Lyon, Libr. Nouvelle, 1859, 360 p. (lire en ligne)
- Version originale : Jodoci Sinceri Itinerarium Galliae. Ita accomodatum ut eius ducti mediocri tempore tota Gallia obiri, Anglia & Belgium aditi possint, Amsterdam, Jansson, 1655 (lire en ligne=https://www.digitale-sammlungen.de/en/details/bsb10468194)

- Ressource relative à la musique :   - Répertoire international des sources musicales
- Notice dans un dictionnaire ou une encyclopédie généraliste :   - Deutsche Biographie
- Notices d'autorité :   - VIAF
  - ISNI
  - BnF (données)
  - IdRef
  - LCCN
  - GND
  - Italie
  - CiNii
  - Belgique
  - Pays-Bas
  - Pologne
  - NUKAT
  - Suède
  - Vatican
  - Tchéquie
  - WorldCat